# Рангаку
Рангаку (蘭学) у преводу "холандске студије" је врста научног учења које су јапански учењаци практиковали током периода сакоку изолације. Границе Јапана биле су 220 година затворене за странце и једини контакт са западом долазио је преко холандских тровачких бродова који су под строгом контролом шогуната могли да пристану само у Нагасакију. Пошто се одлазак из земље кажњавао смрћу једини начин за изучавање западних наука било је преко холандских књига и уређаја који су долазили тим трговачким бродовима.
Преко рангаку учења, Јапан је добијао назнаке колико је запад напредовао у науци и помоћу књига покушавао да је репродукује, опонаша и развије користићи изворе које је имао. Док се у Европи дешавала научна и технолошка револуција, Јапан је нашао начин да је изучава и на неки начин прати. Захваљујући томе Јапан се по престанку изолације врло брзо развио престижући остале државе Азије, иако је по њеном отварању била у знатном научном и технолошком заостатку.

## Историја
Холандски трговци у луци Деџима у Нагасакију били су једини Европљани којима је толерисан долазак у Јапан што су они обилато користили у периоду од 1639. до 1853. године. Захваљујући томе Холандија је своју ретку робу могла добро да наплати у Европи док је Јапан преко ње могао да набави књиге о науци које су Јапанци преписивали и преводили на свој језик. Овом трговином нису откупљиване само књиге већ и модерни предмети још недоступни у земљи попут сатова, медицинских инструмената, мапа, глобуса, семења и др. Од страних морнара добијали су и демострацију феномена електрицитета или лета балона на топао ваздух. Током 17. и 18. века Холандија је била једна од најбогатијих земаља Европе која је као таква била најотворенија за научнике. У исто време друге земље су водиле идеолошке и политичке битке изазване протестантском реформацијом па је одређена слобода у Холандији привукла разне научнике и мислиоце попут Рене Декарта који су у њој могли несметано да раде, па будући да је Јапан баш ову земљу одлучио да изузме из политике изолованости могло је да иде само у корист због добијања најсвежих информација по питању иновација.
Све заједно око 1000 публикација из рангаку студија је преведено, издато и штампано које су широко циркулисале по јапанском тржишту. Јапан као држава има најурбанију и најгушће насељену популацију на свету са тада преко милион људи који су живели у њеној предстоници у Еду коју су пратили велики градови попут Осаке и Кјота. У тим градовима тржиште књига је цветало и, иако понекад јако скупе, имале су тржиште стране робе доступне за све људе који би имали новца да их плате.

### Почеци (1640–1720)
Прва фаза развитка Рангаку изучавања била је веома лимитирана и контролисана. На почетку сакоку изолација трговина је била строже контролисана него касније при отварању па се строга контрола наставила чак и након промене места размене, из Хираде у Деџиму. Бојећи се да би се кроз велике количине књиге на страном језику могле пренети и оне хришћанског карактера (чија је религија била најстроже забрањена) у почетку је био дозвољен само увоз књига о наутици и медицини. За потребе ове контроле мала група преводилаца са холандског на јапански и обрнуто је увек боравила у Нагасакију у случају доласка страних бродова.
Од Холанђана је захтевано да увек при годишњем доласку пруже најновије вести из света и да опскрби шогунат новинама у свету науке и технике. Холанђанима је тада било дозвољенио само једном годишње да дођу до Јапана да би након доказивања да немају мисионарске или било какве друге забрањене намере било дозвољено да „приватно“ тргују робом. Захваљујући томе у Нагасакију настаје тржиште западног куриозитета који постаје назаобилазна станица за све јапанске учењаке. У месту Деџима у Нагасакију развија се медицинска станица базирана на западној медицини у којој су сви високи званичници у влади, кад не успеју наћи помоћ у традиционалној медицини, одлазили у нади да ће има западно знање помоћи. Један од тада најпознатијих хирурга био је Немац Каспар Шамбергер који је, насавши се у Јапану, пренео знање о медицини, донео књиге, инструменте, фармацеутско знање и методе неге. Увидевши користи који могу имати од тога, влада званично наручује телескопе, сатове, слике на уљу, микроскопе, наочари, маре, глобусе па чак и птице, псе, магарце као и остале раритете за потребе забаве и научних студија.

### Либерализација западног учења (1720–)
Иако је већина западних књига била забрањена на почетку изолације 1640. године, доласком шогуна Токугаве Јошимуна на власт 1720. то правило је омекшано што је покренуло лавину превода холандских књига на јапански. Захваљујући томе и Јапанци су почели да пишу своје књиге о страним изумима а једна од књига која је имала највише утицаја била је публикација Моришиме Чурјоа из 1787. годинеПриче Холанђана (紅毛雑話 Kōmō Zatsuwa, у буквалном преводу: "Ћаскања црвенокосих"), у коме су биле сакупљене све до тада доступне информације о западу и њеној култури, технологији и начину живљена. Књига је обухватала више тема па су и њој објашњени принципи рада микроскопа и балона на топао ваздух, систем западних болница и како се опходити према болести и болеснима, написане су нове географске информације, објашњене су методе сликања и штампања, шта треба урадити како би се произвео статички електрицитет као и на који начин раде генератори и шта покреће велике бродове.
Однос према знању мењало се током времена па су се између 1804. и 1829. отвориле нове школе са „благословом“ бакуфуа како би утицали на развијање разних наука.
За то време холански представници и научници имали су бољи увид и слободнији приступ у јапанско друштво па је немачки лекар Филип Франц фон Зиболд успоставио размену са јапанским студентима. Он је позвао јапанске учењаке да им покаже и пренесе све што је на западу научио да би му они за узврат пружили знање из јапанске културе и обичаја које је желео да упозна и запише. План се обистинио па је 1824. отварио медицинску школу у близини Нагасакија која прераста у место окупљања студената из целе земље добијајући преко потребно знање из медицине.

### Експанзија и политизација (1839–)
Покрет рангаку често је био предмет политичких дебата сваки пут када би се дискутовало о изолацији и да ли треба ограничити западни утицај за који су неки веровали да штети Јапану док се за то време ово учење све више ширило и дистрибуирало по земљи.
Као резултат мешовитих мишљења 1839. године, студенти западних студија (звани 蘭学者 "рангаку-ша") доживели су кратку репресију и потискивање од стране Едо шогуната названом „Банша но гоку“(蛮社の獄) зато што су се противили увођењу смртне казне свим странцима (осим Холанђанима) који се нађу на обалама земље. Та одлука је донета због тз. Морисоновог инцидента када је пуцано на један амерички трговачки брод јер је својим доласком прекршио сакоку политику и покушао да дође до обале под изговором враћања једног бродоломника. Због тога донет је тз. едикт о одбијању страних бродова који је на крају ипак укинут 1842.
Када су границе Јапана коначно отворене за страни саобраћај рангаку је постао застарела наука. Студенти су, уместо код куће, слати у иностранство где су директно и прециније учили науке. С друге стране отварањем граница многи странци су дошли у Јапан који су постали учитељи и подучавали у великом броју Јапанце што је резултирало да је једна до скоро феудална земља постала држава са веома брзим напредовањем у модернизацији.
Рангаку је имао своју сврху у затворености и спречио је да земља буде много мање заостала него што је могла бити а њени практиканти задали су камен темељац будућем школству и образовању при њеном отварању у годинама које су јој следиле. Сматра се да је Рангаку задужен за њену брзу развијеност и мада је после отварања 1854. била застарела, била је довољно добар увод за наставак иностраног школовања.

## Врсте рангаку учења

### Медицина
Књиге из медицине су биле прве које су биле дозвољене од стране бакуфу владе. Од 1720. књиге су набављене од Холанђана где би биле анализиране и преведене на јапански. Због тих превода дошло је до сукоба мишљења између оних који су практиковали традиционалну кинеску медицину и оних који су користили западно знање добијених из истих књига. Због тога дошло је до великог броја испитивања и проверавања чињеница написаних у преведеним текстовима од експеримената до дисекција. Када је дошло до потврда у анатомији десила се сензација у јапанском друштву па су рани анатомски атласи добили велику потражњу међу лекарима који су увек тражили примерак више. Издате су књиге: Анатомија (蔵志 “Зоши“) 1759. године и Каитаи Шиншо (Нови текст о Анатомији) (解体新書 Kaitai Shinsho, буквално: "Нови текст о разумевању тела") 1774. године. Касније је издата компилација текстова више јапанских учењака попут Сугите Генпакуа који су своје текстове заснивали на преводима страних публикација.
Иако се сматра да је Јапан у то време имао застарелу медицину данас се зна да је јапански лекар Сеишу Ханаока 1804. године током операције рака на грудима (мастеоктомије) користио први на свету потпуну анестезију на пацијенту. За то је користио комбиновану источну-западну медицину користећи западно знање хирургије али и кинеске траве за успављивање. Све се то десило 40 година пре западног изума успављивања током хируршког захвата уз помоћ етера и хлороформа.
Нешто касније, 1838. лекар и учењак Огата Коан, основаће рангаку школу под именом Текиџуку. Тамо ће учити позната имена као што су Фукузава Јукичи и Отори Кеисуке који су касније били кључни људи у модернизацији Јапана. Коан је био аутор књиге Увод у патологију (病学通論 “Byōgaku Tsūron“) из 1849. која се сматра првом књигом о западној патологији објављеном у Јапану.

### Физика
Неки од првих рангаку ученика су се одмах укључили у физичке науке 17. века. Један од њих био је Шизуки Тадао (ja:志筑忠雄) , осма генерација породице Шизуки из Нагасакија - преводилаца са холандског језика који је, након што је завршио за то време први текст о холандској граматици, наставио да преводи Introductio ad Veram Physicam британског аутора Џона Кеила о Њутновим теоријама (Јапански назив: Rekishō Shinsho (暦象新書, грубо преведено: "Нови текст о транзитивним ефектима"), 1798). Шизуки је тада развио неколико научних речи и термина које се користе и данас као што су: "гравитација" (重力 jūryoku), "привлачење" (引力 inryoku), и "центрифугална сила" (遠心力 enshinryoku). Један други студент рангакуа, Хоаши Банри (ja:帆足万里), издао је приручник о физичким наукама, 1810. назван – Kyūri-Tsū (窮理通, грубо "О природним законима") – који је написао комбинујући тринаест холандских књига након што је научио овај језик учећи само из једног речника који је имао при руци.

### Електрика
Електрички експерименти су били веома популарни око 1770. године. Захваљујући проналаску Лајденске тегле 1745. слични електростатички генератори и кондензатори су набављени око 1770. године од стране Хираге Генаија. Статички електрицитет се производио трењем стаклене цеви са позлаћеним штапом што је стварало електричне ефекте. Тегле су умножаване и широко прихваћене од Јапанаца који су тај изум звали "Елекитер" (エレキテル Erekiteru). Што се тиче Европе, ови генератори су коришћени као куриозитети јер је чинила да „варнице и искрице лете“ што су неки сматрали својеврсном помоћи у лечењу неких болести. У књизи Приче Холанђана, уређај елекитеру сматрао се медицинским апаратем који искрама избацује болест из тела. По овом уређају као пример, Сакума Шозан је измислио друге електричне машине базиране по истом принципу.
Први јапански приручник о електрицитету, Основе елекитеруа савладане од стране Холанђана (阿蘭陀始制エレキテル究理原 Oranda Shisei Erekiteru Kyūri-Gen) аутора Сакамота Соукичија (ja:橋本宗吉), издата 1811. описује електрични феномен, експерименте са генераторима, проводљивост људског тела и око 1750 експеримената Бенџамина Френклина са муњом.

### Хемија
Године 1840, Удагава Јоан издао је своју књигу Opening Principles of Chemistry (舎密開宗 Seimi Kaisō), која је била компилација научних текстова са холандског која садржи велики спектар научног знања са запада. Већина материјала потиче из текста Вилијама Хенрија „Елементи експериманталне хемије“ из 1799. у којој се детаљно описује принцип батерије Алесандра Волте. Удагава је по њој конструисао батерију 1831. и користио је у експериментима, укључијући и у оним медицинским захваљујући широко распрострањеном веровању да електрицитет може да помогне у лечењу болести.
Удагавин рад представио је први пут јапанској јавности теорије Антоана Лавоазјеа. Захваљујући својим експериментима и забелешкама о њима Удагава је створио нове научне термине као што је "оксидација" (酸化 sanka), "редукција" (還元 kangen), "сатурација" (飽和 hōwa), и "елемент" (元素 genso).

### Оптичке науке

#### Телескопи
Јапан је први телескоп добио од енглеског капетана Џона Сариса који га је поклонио Токугави Ијеасу 1614. године током његове мисије да успостави односе између Енглеске и Јапана. Телескоп је измишљен шест година раније од стране холанђанског проналазача Ханса Липершија па су га Јапанци упркос даљини добили јако брзо. Захваљујући томе током Едо периода популација је широко користила рефрактор како због задовољства тако и због посматрања звезда.
Након 1640. године, док је трајала политика затворености, Холанђани су и даље настојали да опскрбе Јапанце са најновијим достигнућима у оптици да је до 1676. више од 150 телескопа донето у Нагасаки. Године 1831. након што је провео неколико месецу у Еду где долазио у контакт са разном иностраном робом, Кунимото Икансаи (бивши произвођач ватреног оружја) ствара први јапански телескоп-рефлектор грегоријанског типа. Кунимотов телескоп имао је моћ увеличавања 60 пута и помоћу њега успевао је да направи детаљну студију о сунчевим пегама и лунарној топографији. Четири од његових телескопа је сачувано и дан данас.
- Кунимотов Рефлектор (телескоп), 1831.
- Запажљња посматрањем месеца – Кунимото, 1836.

#### Микроскопи
Микроскопи су измишљени у Холандији крајем 17. века али је непознато у ком су периоду стигли у Јапан. Постоје описи микроскопа 1720. године у књизи Nagasaki Night Stories Written (長崎夜話草 Nagasaki Yawasō) као и у „Причама Холанђана“ из 1787. Иако су многи Европљани користили микроскопе да посматрају ситне ћелиске организме невидљиве голим оком, Јапанци су их махом користили за ентомолошке потребе како би детаљније уочили тела инсеката.

#### Чаробна лампа (Laterna magica)
Чаробне лампе, које су на западу прве описане од стране Атанасијус Кирхер 1671. године постале су веома популарне у Јапану и као такве привлачиле су велику пажњу људи.
Механизам ових чаробних лампи назван "стакла слика сенки" (影絵眼鏡 Kagee Gankyō) описан је коришћењем техничких цртежа у књизи имена “Тенгу-цу“ (天狗通) 1779. године.

### Механика

#### Аутоматика
Лутке „канакури“ су механичке играчке – аутоматони из Јапана који су настали на овом тлу у периоду од 18. до 19. века. Сама реч значи „уређај“ а адаптирани су по узору на западне аутоматоне који су били велика инспирација Рене Декарту дајући му подстицај за његово дело о механичкој теорији али и Фридриху Великом који је волео да се са њима игра.
Многе лутке створене су само у циљу забаве па су могле да сипају чај или да испаљују стреле. Ове играчке се сматрају прототипом механике која ће касније инспирисати производњу мотора и развика роботике током индустријске револуције. Већина ових уређаја имао је механизам на опругу попут сатова.

#### Сатови
Механички сатови су представљени Јапану од стране мисионара језута али и холандских трговаца у 16. веку. Ови сатови били су гломазни модели у облику лампе направљени од месинга и гвожђа са механизмом запињаче што ће довести до развитка оригиналних јапанских сатова по имену вадокеи.
У то време у Европи за сатове није коришћено ни клатно ни федер па га због тога ни јапански сатничари нису користили. На почетку сакоку изолације развили су свој систем технологије прављења сатова с обзиром да су Јапанци у то време другачије мерили време од Европљана (дужина једног сата могла је да варира у зависности од годишњег доба и дужине дана). Јапански сатничари сматрали су да је за државне потребе потребно направити посебан двоструки сат који би мерио време у свим периодима године па су направили своју верзију уређаја назван „Mannen Jimeishou“ који је 1850. дизајнирао проналазач Танака Хисашиге, касније оснивач фирме од које ће настати компанија Тошиба.

#### Пумпе
Механизам ваздушне пумпе постао је веома популаран у Европи око 1660. године понајвише због експеримената Роберта Бојла. У Јапану први описи вакуумске пумпе појавили су се у тексту из 1825. Атмосферска посматрања (気海観瀾 Kikai Kanran), а девет година касније настаје и текст Удагаве Шисаија Прилог о медицини далеког запада и остале ствари и запажања (遠西医方名物考補遺 Ensei Ihō Meibutsu Kō Hoi). Ови механизми су коришћени у истраживању потреба за кисеоником и утицаја његовог одузимања тако што су су у просторе ставили свећу или омањег пса, изазвали вакуум и посматрањем оцењивали притисак и густину ваздуха.
Овај изум помогао је и у развијању производње ваздушних пушака од стране јапанског проналазача Кунимота Иканасаија који је своје почетно знање стекао анализирањем западне пушке након поправке холандског оружја које је шогун поседовао у Еду. Осим тога Кунимото је остао познат и да је своје знање о ваздушном притиску и вакууму користио и у развијању агрикултуре, понајвише у сврху наводњавања замишљајући велику пумпу коју би покретао во и на тај начин притиском доводио воду до целог плодног поља.
- Кунимотова идеја "пумпе коју покреће во" (1810).
- Окидач ваздушне пушке.

#### Авијационо знање и експерименти
Први лет у балону напуњеним топлим ваздухом од стране браће Монголфје десио се у Француској 1783. године а вест о том догађају дошла је до Јапана четири године касније, преко Холанђања стационираних у луци Деџима да би касније, око 1787. вест била описана у књизи „Приче Холанђана“.
Године 1805, скоро две деценије касније, Швајцарац Јохан Каспар Хорнер и Прус Григориј Лангсдорф, два научника Крузерове мисије за Јапан (која је позната по томе што је довела првог руског амбасадора Николаја Резанова), направили су презентацију балона на топао ваздух направљен од јапанског ваши папира пред делегациом од тридесет људи.
Ова технологија сматрана је само једним делом западног новитета и курјозитета која је званичне војне сврхе употребљена тек током ране фазе Меиџи периода (Бошин рат).

#### Парни мотори
Знање о парној технологији почело је да се шири Јапаном током прве половине 19. века иако покушаји његовог стварања датирају још раније од стране проналазача Танаке Хисашигеа 1853. Исте године забележено је да је демострацијом ове технологије пружена од стране руске делегације Јефимиј Путјатин након свог доласка у Нагасаки, 12. августа 1853.
Рангаку учењак Кавамото Комин (ja:川本幸民) завршио је писање књиге Чудни уређаји далеког запада (遠西奇器述 Ensei Kiki-Jutsu) 1845. и исте године је издао. Захваљујући доласку Американаца и потписивању Споразума из Канагаве све је више постало очигледно да су информације о западу потребне у све већем броју да би се могла остварити нормална комуникација са странцима. Књига је детаљно описала принцип парног мотора као и начин на који пароброд као превозно средство функционише а пошто је једно време важила забрана изградње великих бродова књига је послужила бродоградитељима тек након што је та забрана скинута.

### Географија
Модерна географска знања о свету пренета су до Јапана у 17. веку преко кинеских копија Матео Ричи мапа, као и глобуса које су преко Деџиме донети у Едо. Ова знања су временом употпуњивана информацијама који су добијали од Холанђана тако да је Јапан имао релативно добру свест о величини света, барем међу племићима и учењацима. Са тим знањем и информацијама рангаку научник по имену Шибукава Шункаи направио је први глобус у Јапану 1690. године користећи технику папир-маше. Глобус је сачуван до данашњих дана.
Током каснијих година, у периоду 18. и 19. века направљени су значајни напори у премерима и мапирањима земљишта, већином уз помоћ западне технике и опреме. Најпознатија мапа која је изграђена на овај начин била је мапа изграђена од стране Ина Тадатакеа између 1800. и 1818. која је широко распрострањена и коришћена као коначна мапа Јапана. Мапа се није превише разликовала од модерних и за оно време била је релативно исправна и прецизна.

### Биологија
Описи светске природе имали су такође великог одјека међу рангаку школарцима. Ово поље било је знатно инспирисано енциклопедијама чије је знање навише форсирао Филип Франц фон Зиболд (немачки доктор који је радио за Холанђане на острву Деџими). Инспирисан тиме Ито Кеисуке је написао књигу о врстама животиња које бораве на Јапанским острвима са прецизним и детаљним цртежима скоро фотографског квалитета.
Ентомологија је такође била веома популарна међу Јапанцима који су, у намери да виде све детаље тела инсекта користили микроскоп и виђено пренели текстом и цртежом на папир. Ове публикације су имале огромну популарност и често су издаване.
За биологију, од свих наука се једино може рећи да је достигла тз. "обрнути рангаку" (да наука изолованог Јапана дође до запада), и то се десило 1803. издањем књиге Тајне белешке о свиларству (養蚕秘録 Yōsan Hiroku). Ова књига бавила се свиленим бубама, њиховим гајењем и производњом свилене нити што је Европа, у потрази за овим материјалом, желела да придобије. Књигу је у Европу донео доктор Филип Франц фон Зиболд која је убрзо преведена на француски и италијански, (1848) унапређујући развитак европске индустрије свиле.
Иностране биљке су такође биле привлачне Јапанцима који су плаћали њихову достави још од почетка изолације у 17. веку када први пут на ово тле долазе лале, купус и парадајз.

### Остале рангаку публикације
- Аутоматони:  Каракури - инструкциони шалбон (機訓蒙鑑草 Karakuri Kinmō Kagami-Gusa), 1730.
- Математика: Текст о рачунању западног стила (西洋算書 Seiyō Sansho).
- Оптика: Производња телескопа (遠鏡製造 Enkyō Seizō).
- Прављење стакла: Производња стакла (硝子製造 Garasu Seizō).
- Војне науке: Тактике три војна стила (三兵答古知幾 Sanpei Takuchiiki), у којој аутор Такано Чоеи обрађује такстику пруске војске, 1850.
- опис процеса амалгама у поступку добијања позлате у књизи Sōken Kishō (装劍奇賞), или 装剣奇賞 аутора Инабе Шинемона (稲葉新右衛門), 1781.

## Завршетак

### Адмирал Пери
Када је адмирал Метју Пери добавио потписе споразума Јапана са својом земљом (Споразум из Канагаве 1854) као поклон донео је предмете последњих технолошких достигнућа западног света. Међу њима био је телеграф као и мали парни воз са потребним шинама које су тадашњи учењаци помно простудирали.
Размотривши долазак западних бродова као фактор претње и дестабилизације, шогунат наручује изградњу неколико ратних бродова западног типа и дизајна. Неки од тих бродова попут „Хо-мару“, „Шохеи-мару“ и „Асаши-мару“ дизајнирани су и изграђени по холандским плановима изградње Неки од њих су изграђени две године након доласка адмирала Перија у Јапан и одмах након тога почело се са изучавањем технологије парне машине. Танака Хисашиге, који је направио чувене „вадокеи“ сатове за мерење јапанског времена, ствара уз помоћ рангакуа прву парну машину користећи холандску литературу, успут пратећи руске парне бродове у Нагасакију 1853. године. Захваљујући развитку ове области, Сацума хан такође гради самостално свој парни брод назван Унко-мару (ja:雲行丸), за потребе хана и то једва две године након Перијеве посете.
Године 1858, холандски официр Вилем Хојсен ван Катендајк оставио је коментар:
Мада постоје неке несавршености у детаљима, мора се „скинути капа“ генијима који су успели да реконструишу ове уређаје ослањајући се цртеже а да нису претходно видели праве машине.

### Последња фаза "холандског" учења
Чак и после доласка адмирала Перија у Јапан, Холандија је и даље једно време служила као главни посредник у обучавању јапанског народа у процесе запада. Букуфу се и даље дебело ослањао на холандску експертизу у процесу учења о прекоокеанским путовањима. Убрзо после отварања граница отворен је и морнарички центар 1855. године који је био у близини холандске трговинске станице на острву Деџими у Нагасакију чија је близина пружала максималну интеракцију са странцима у виду преношења знања. Од 1855. до 1859. едукација је била стриктно под контролом холандских официра пре него што се школа затворила и поново отворила у Токију где су доминирали учитељи са енглеског говорног подручја.
Центар је поседовао и први јапански парни брод добијен од странаца - Канко мару чиме су Холанђани знатно потпомогли јапанској морнарици. Овај брод се сматра једним од последњих поклона земље пре него што су у Јапан улетели разни утицаји осталих држава света. Будући адмирал Еномото Такеаки био је један од студената морнаричког центра. У циљу бољег изучавања грађе послат је са још неколико студената у Холандију где су остали пет година постајући при доласку челни људи тада шогунове морнарице.

### Утицај рангакуа
Учењаци рангаку студија наставили су да играју кључну улогу у модернизацији Јапана. Људи као што су Фукузава Јукичи, Отори Кеисуке, Јошида Шоин, Кацу Каишу и Сакамото Рјома изградили су се на знању добијеним током изолације да би, након отварања, више своју пажњу усмерили са холандског језика и њиховог учења на енглески и њихово знање и технологију.
Људи који су похађали рангаку студије су у већини случајева били про-западно оријентисани што је тада одговарало бакуфуу али се косило са мишљењем анти-страначких покрета због чега су неки од њих усмрћени у нападима попут Сакуме Шозана 1864. и Самакота Рјоме 1867.

## Значајни научници и учењаци
- Араи Хакусеки (新井 白石, 1657.–1725)
- Аоки Конјо (青木 昆陽, 1698.–1769)
- Маено Рјотаку (前野 良沢, 1723.–1803)
- Јошио Косаку - познат и као Јошио Когју (吉雄 耕牛, 1724.–1800)
- Оно Ранзан (小野 蘭山, 1729.–1810), аутор књиге Ботаничка класификација (本草綱目啓蒙 Honzō Kōmoku Keimō).
- Хирага Генаи (平賀 源内, 1729.–1779) заслужан за уређај "елекитер"
- Гото Гонзан (後藤 艮山)
- Кагава Шуан (香川 修庵)
- Сугита Генпаку (杉田 玄白, 1733.–1817) аутор књиге Нова расправа о Анатомији (解体新書 Kaitai Shinsho).
- Асада Горју (麻田 剛立, 1734.–1799)
- Мотоки Рјоеи (本木 良永, 1735.–1794), аутор књиге Планетарне и небеске сфере (天地二球用法 Tenchi Nikyū Yōhō)
- Шиба Кокан (司馬江漢, 1747.–1818), сликар.
- Шизуки Тадао (志筑 忠雄, 1760.–1806), аутор књиге Нова књифа о феномену календара (暦象新書 Rekishō Shinsho), 1798.
- Ханаока Сеишу (華岡 青洲, 1760.–1835), први лекар који је извршио операцију са тоталном анестезијом.
- Такахаши Јошитоки (高橋 至時, 1764.–1804)
- Мотоки Шоеи (本木 正栄, 1767.–1822)
- Удагава Геншин (宇田川 玄真, 1769.–1834), аутор књиге Нови том о социјалној политици (厚生新編 Kōsei Shinpen).
- Аоџи Ринсо (青地 林宗, 1775.–1833), аутор књиге Студија о атмосфери (気海観瀾 Kikai Kanran), 1825.
- Хоаши Банри (帆足 万里, 1778.–1852), аутор књиге Физичке науке (究理通 Kyūri Tsū).
- Такахаши Кагејасу (高橋 景保, 1785.–1829)
- Мацуока Џоан (松岡 恕庵)
- Удагава Јоан (宇田川 榕菴, 1798.–1846), аутор књига ботаници и хемији.
- Ито Кеисуке (伊藤 圭介, 1803.–1901), аутор књигеТаксономија западних биљака (泰西本草名疏 Taisei Honzō Meiso)
- Такано Чоеи (高野 長英, 1804.–1850), лекар, дисидент и један од преводоца књиге базиране на тактици пруске војске Тактике три војна стила (三兵答古知幾 Sanpei Takuchiiki), 1850.
- Ошима Такато (大島 高任, 1810–71), инжињер — осигурао прву јапанску високу пећ западног стила и направио први „западни“ топ у Јапану.
- Кавамото Комин (川本 幸民, 1810–71), аутор књиге Чудни уређаји далеког запада (遠西奇器述 Ensei Kikijutsu) (написана 1845, издата 1854)
- Огата Коан (緒方 洪庵, 1810–63), оснивач школе Текиџуку, аутор књиге Увод у Патологију (病学通論 Byōgaku Tsūron) и прва особа која се бавила том науком.
- Сакума Шозан (佐久間 象山, 1811—1864)
- Хашимото Сокичи (橋本 宗吉)
- Хазама Шигетоми (間 重富)
- Хиросе Генкјо (広瀬 元恭), аутор Научног зборника (理学提要 Rigaku Teiyō).
- Такеда Ајасабуро (武田 斐三郎, 1827—1880), архитекта Горјаку замка
- Окума Шигенобу (大隈 重信, 1838—1922)
- Јошио Когју (吉雄 耕牛, 1724–1800), преводилац, колекционар и учењак.